# بولشایا چوکوچیا
بولشایا چوکوچیا (به لاتین: Bolshaya Chukochya) یک رود در روسیه است که در یاقوتستان واقع شده‌است.